# Bobi Džouns (golfer)
Robert Tajer Džouns mlađi (17. mart 1902 – 18. december 1971) bio je američki amaterski golfer koji je bio jedna od najuticajnijih figura u istoriji ovog sporta. On je po profesiji bio advokat. Džouns je osnovao i pomogao u dizajniranju Nacionalnog golf kluba Ogasta i saosnivač je Masters turnira. Inovacije koje je on uveo na Mastersu kopirali su gotovo svaki profesionalni golf turniri u svetu.
Džouns je bio najuspešniji amaterski golfer koji se takmičio na nacionalnom i međunarodnom nivou. Tokom svog vrhunca od 1923. do 1930. godine, dominirao je u vrhunskim amaterskim takmičenjima i vrlo uspešno se takmičio protiv najboljih svetskih profesionalnih golfera. Džouns je često pobeđivao zvezde kao što su Valter Hagen i Džin Sarazen, najbolje profesionalce svoje ere. Džouns je zarađivao za život uglavnom kao advokat, a u golfu se takmičio samo kao amater, pre svega honorarno, i odlučio se da se povuče iz konkurencije sa 28 godina, iako je nakon toga zaradio značajne sume novca od golfa, kao instruktor i dizajner opreme.
Objašnjavajući svoju odluku da se povuče, Džouns je rekao, „To [šampionski golf] je nešto poput kaveza. Prvo se od vas očekuje da uđete u njega, a onda se od vas očekuje da ostanete tamo. Ali, naravno, niko ne može ostati tamo.” Džouns je najpoznatiji po svom jedinstvenom „Grend slemu”, koji se sastojao od njegove pobede na sva četiri glavna golf turnira u njegovoj eri (otvorenim i amaterskim prvenstvima u SAD-u i Velikoj Britaniji) u jednoj kalendarskoj godini (1930). Sve u svemu Džouns je igrao u 31 glavna šampionata, pobedio je 13 i 27 puta se plasirao među prvih deset igrača.
Nakon što se 1930. povukao iz takmičarskog golfa, Džouns je osnovao i pomogao u dizajniranju Nacionalnog golf kluba Ogasta ubrzo nakon toga 1933. Takođe je osnovao Masters turnir, koji taj klub organizuje svake godine od 1934. (osim tokom 1943–45, kada je bio otkazan zbog Drugog svetskog rata). Masters je evoluirao u jedno od četiri glavna golf golf prvenstva. Džouns je izašao iz penzije 1934. godine kako bi igrao na Mastersu na izložbenoj osnovi do 1948. Džouns je 18. avgusta 1948. odigrao poslednju rundu golfa u Ist Lejk Golf klubu, svom domaćem kursu u Atlanti. Slika koja obeležava taj događaj se nalazi u klupskoj kući u Ist Lejku. Navodeći zdravstvene probleme, nakon toga je trajno napustio golf.
Bobija Džounsa često su mešali s plodnim dizajnerom golf terena, Robertom Trentom Džounsom, s kojim je povremeno sarađivao. „Ljudi su ih uvek mešali, te su kad su se sreli, odlučili da se svaki zove drugačije”, rekao je Robert Trent Džouns mlađi. Da bi se izbegla konfuzija, golfer se zvao „Bobi”, a dizajner golf terena je zvan „Trent”.

## Glavni šampionati

### Pobeda (13)

#### Otvorena prvenstva (7)
| Godina | Šampionat          | 54 rupa          | Pobednički rezultat  | Margina  | Protivnici                |
| ------ | ------------------ | ---------------- | -------------------- | -------- | ------------------------- |
| 1923   | U.S. Open          | 3 udarca vođstva | +8 (71-73-76-76=296) | Plajof 1 | Bobi Kruikšank            |
| 1926   | Otvoreni šampionat | 2 udarac deficit | (72-72-73-74=291)    | 2 udarca | Al Vatros                 |
| 1926   | U.S. Open          | 3 udarac deficit | +5 (70-79-71-73=293) | 1 udarac | Džo Turnesa               |
| 1927   | Otvoreni šampionat | 4 udarca vođstva | (68-72-73-72=285)    | 6 udarca | Obri Bumer, Fred Robson   |
| 1929   | U.S. Open          | 3 udarac vođstva | +6 (69-75-71-79=294) | Plejof 2 | Al Espinosa               |
| 1930   | Otvoreni šampionat | 1 udarac deficit | (70-72-74-75=291)    | 2 udarca | Leo Digel, Makdonald Smit |
| 1930   | U.S. Open          | 5 udarca vođstva | −1 (71-73-68-75=287) | 2 udarca | Makdonald Smit            |

1 Porazio Bobija Kruikšanka u plejofu na 18-rupa: Džouns 76 (+4), Kruikšank 78 (+6). 

2 Porazio Ala Espinosu u plejofu na 36-rupa: Džouns 72-69=141 (−3), Espinosa 84-80=164 (+20).

#### Rezultati amaterskih takmičenja (6)
| Godina | Šampionat           | Pobednički rezultat | Protivnici       |
| ------ | ------------------- | ------------------- | ---------------- |
| 1924   | Amater SAD          | 9 & 8               | Džordž Von Elm   |
| 1925   | Amater SAD          | 8 & 7               | Vots Gan         |
| 1927   | Amater SAD          | 8 & 7               | Čik Evans        |
| 1928   | Amater SAD          | 10 & 9              | Filip Perkins    |
| 1930   | Amaterski šampionat | 7 & 6               | Rodžer Vetered   |
| 1930   | Amater SAD          | 8 & 7               | Judžin V. Homans |

Nacionalni amaterski šampionati su računati kao glavni šampionati u to vreme. Džounsov stvarni glavni total koristeći važeći standard njegovog vremena je bio 13.

### Hronologija rezultata
Glavni turniri Džounsovog vremena (oni za koje je amater poput nje ga bio kvalifikovan) bili su otvorena i amaterska prvenstva u SAD i Briraniji.
| Tournir            | 1916 | 1917 | 1918 | 1919 | 1920 | 1921 | 1922  | 1923  | 1924 | 1925 | 1926 | 1927   | 1928 | 1929  | 1930 |
| ------------------ | ---- | ---- | ---- | ---- | ---- | ---- | ----- | ----- | ---- | ---- | ---- | ------ | ---- | ----- | ---- |
| U.S. Open          | DNP  | NT   | NT   | DNP  | T8   | T5   | T2 LA | 1 LA  | 2 LA | 2 LA | 1 LA | T11 LA | 2 LA | 1 LA  | 1 LA |
| Otvoreni šampionat | NT   | NT   | NT   | NT   | DNP  | WD   | DNP   | DNP   | DNP  | DNP  | 1 LA | 1 LA   | DNP  | DNP   | 1 LA |
| Amater SAD         | QF   | NT   | NT   | 2 M  | SF   | QF   | SF    | R16 M | 1    | 1    | 2 M  | 1 M    | 1    | R32 M | 1 M  |
| Otvoreni šampionat | NT   | NT   | NT   | NT   | DNP  | R32  | DNP   | DNP   | DNP  | DNP  | QF   | DNP    | DNP  | DNP   | 1    |

Džouns se penzionisao nakon svog grend slema 1930. godine, igrajući samo svoj sopstveni turnir, Masters. Kao amaterski golfer, on nije imao pravo da se takmiči u PGA šampionatu.
| Tournir        | 1934 | 1935 | 1936 | 1937 | 1938 | 1939 | 1940 | 1941 | 1942 | 1943 | 1944 | 1945 | 1946 | 1947 | 1948 |
| -------------- | ---- | ---- | ---- | ---- | ---- | ---- | ---- | ---- | ---- | ---- | ---- | ---- | ---- | ---- | ---- |
| Masters turnir | T13  | T25  | 33   | T29  | T16  | T33  | WD   | 40   | T28  | NT   | NT   | NT   | T32  | T55  | 50   |

M = nosilac medalje

LA = niski amater

NT = bez turnira

DNP = nije igrao

WD = povukao se

R32, R16, QF, SF = runda u kojoj je Džouns izguio u amaterskom meču

"T" označava nerešeni rezultat

Zelena zaleđina za pobede. Žuta zaleđina za top-10.
Izvori za otvoreno i amatersko prvenstvo SAD, Britansko otvoreno prvenstvo, 1921 British Amateur, Briransko amatersko prvenstvo 1926, Briransko amatersko prvenstvo 1930, i Masters.

### Pregled
| Tournir             | Pobede | 2. | 3. | Top-5 | Top-10 | Top-25 | Događaji | Plasmani |
| ------------------- | ------ | -- | -- | ----- | ------ | ------ | -------- | -------- |
| Masters turnir      | 0      | 0  | 0  | 0     | 0      | 3      | 12       | -        |
| U.S. Open           | 4      | 4  | 0  | 9     | 10     | 11     | 11       | 11       |
| Otvoreni šampionat  | 3      | 0  | 0  | 3     | 3      | 3      | 4        | 3        |
| Amater SAD          | 5      | 2  | 2  | 11    | 12     | 13     | 13       | 13       |
| Amaterski šampionat | 1      | 0  | 0  | 2     | 2      | 3      | 3        | -        |
| Totali              | 13     | 6  | 2  | 25    | 27     | 33     | 43       | 27       |

- Najviše konsekutivnih plasmana – 21 (1916 Amater SAD – 1930 Amater SAD)
- Najduža sekvenca u top-10 – 14 (1921 U.S. Open – 1926 Amater SAD)

### Drugi rekordi
Džounsove četiri titule na Otvorenom prvenstvu SAD ostaju na istom rekordnom nivou tog šampionata sa Vilijem Andersonom, Benom Hoganom i Džekom Niklausom. Njegova četiri drugoplasirana mesta u Otvorenom prvenstvu SAD postavila su ga na drugo mesto svih vremena sa Samom Snidom i Niklausom. Fil Mikelson drži dubiozni rekord sa šest drugoplasiranih ishoda (1999, 2002, 2004, 2006, 2009, 2013). Njegovih pet titila na Amaterskom prvenstvu SAD je rekordni broj. Džouns je 2000. godine proglašen četvrtim najvećim golferom svih vremena od strane magazina Golf Digest. Niklaus je bio prvi, Hogan drugi, a Snid treći. Džouns je rangiran kao treći najveći golfer svih vremena u velikom istraživanju objavljenom u časopisu Golf magazin u septembru 2009. Niklaus je na prvom mestu, Tajger Vuds drugi, Hogan četvrti i Snid peti.

## Spoljašnje veze
- Bobby Jones na sajtu  (jezik: engleski)
- „Bobby Jones”. Georgia Tech. Приступљено 21. 8. 2013.
- „Georgia Tech Athletics Hall of Fame”. ramblinwreck.com. Архивирано из оригинала 6. 10. 2014. г. Приступљено 21. 8. 2013.